# Gabriel Wojutyński Hulewicz
Gabriel Wojutyński Hulewicz herbu Nowina – chorąży czernihowski w latach 1639–1672, rotmistrz królewski.
Deputat na Trybunał Główny Koronny w latach 1632/1633, 1638/1639 z województwa wołyńskiego. 
Poseł na sejmy 1631, 1638, 1642, 1648, sejm koronacyjny 1649 roku, i sejm 1669 roku z województwa wołyńskiego. Poseł na sejm nadzwyczajny 1637 roku z województwa czernihowskiego, poseł na sejm 1645 roku z województwa bracławskiego. Poseł z nieznanego sejmiku na sejm 1649/1650 i sejm zwyczajny 1654 roku. Na sejmie 1649/1650 roku wyznaczony z koła poselskiego na komisarza komisji wojskowej lubelskiej, która zająć się miała wypłatą zaległych pieniędzy wojsku. Poseł sejmiku włodzimierskiego województwa czernihowskiego na sejm nadzwyczajny 1654 roku, sejm 1658 roku, sejm 1664/1665 roku, poseł sejmiku łuckiego na sejm 1655 roku.
Był elektorem Jana II Kazimierza Wazy z województw wołyńskiego i czernihowskiego. Jako deputat podpisał jego pacta conventa. Był elektorem Michała Korybuta Wiśniowieckiego z województwa wołyńskiego w 1669 roku.
Był wyznawca kalwinizmu. Pozbawiony szlachectwa w związku z przejściem na stronę Szwedów w 1658 roku, szlachectwo zostało mu przywrócone w 1662 roku.